# Adriana Lender
Adriana Elfriede Lender, född den 29 februari 1944 i Nederländerna, är en svensk ämbetsman och var från 1 januari 2009   till 1 oktober 2011 generaldirektör för Försäkringskassan, då Dan Eliasson övertog tjänsten.
Lender är civilekonom från Handelshögskolan i Stockholm och arbetade 1990-1999 som avdelningschef för Traditionell Försäkring SEB/Trygg Hansa. Hon har därefter varit anställd på Riksförsäkringsverket som 2005 slogs samman med de allmänna försäkringskassorna och döptes om till Försäkringskassan. Hon var 1999-2003 chef för Pensionsavdelningen och därefter överdirektör och generaldirektörens ställföreträdare. Lender riktade kritik mot generaldirektör Curt Malmborg för att hans ledarstil och radikala omorganisation 2007 och tog samtidigt själv tjänstledigt. Under tjänstledigheten arbetade hon som utredare på Socialdepartementet med uppgift att genomföra en översyn av aktivitetsersättningen. I samband med Malmborgs avgång som Försäkringskassans generaldirektör utnämndes Lender till hans efterträdare. Den 19 april 2011 meddelades det att Lender inte ville förlänga sitt förordnande när det skulle gå ut vid årsskiftet. Månaden innan hade Centerpartiets riksdagsledamot Solveig Zander krävt att Lender skulle avgå. Anledningen till att detta skulle ske var obalansen i Försäkringskassans ekonomi.
Adriana Lender är utsedd av regeringen till ledamot i den e-delegation som regeringen tillsatte 26 mars 2009. 

## Fotnot
1. ↑  ratsit.se
2. ↑  Upsala Nya Tidning 08-10-17[död länk]
3. ↑  Dagens medicin: Försäkringskassans generaldirektör slutar Publicerad 2011-04-19. Läst 2014-09-20